# Hara-juku

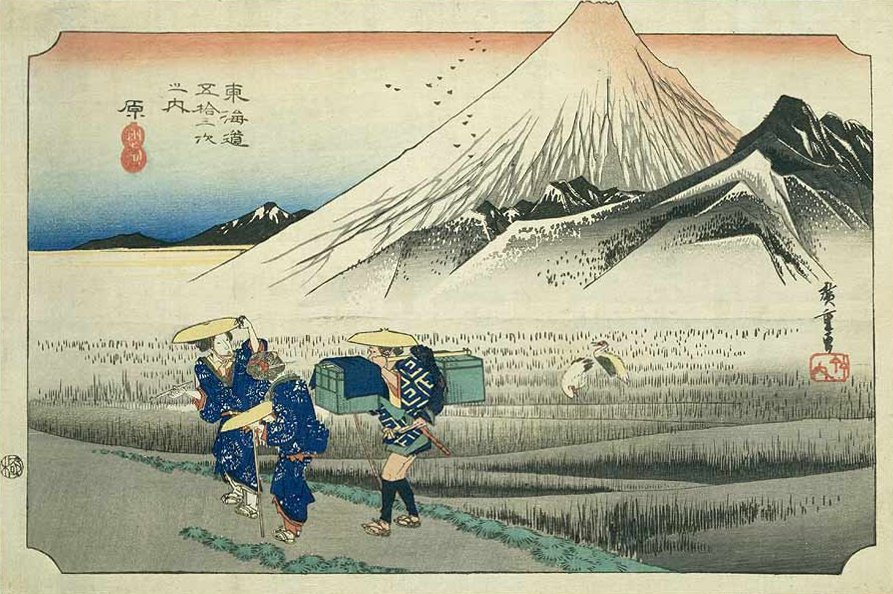
Hara-juku dans les années 1830, représenté par Hiroshige dans l'édition Hoeido des Cinquante-trois Stations du Tōkaidō (1831-1834).

Pour l’article homonyme, voir Harajuku, quartier de Tōkyō.
Hara-juku (原宿, Hara-juku) était la treizième des cinquante-trois stations du Tōkaidō, la route la plus importante du Japon de l'ère Edo. Elle se trouve dans la ville actuelle de Numazu, préfecture de Shizuoka, au Japon.

## Histoire
Hara-juku était une petite shukuba (une ville-relais, une « station ») sur la côte de la baie de Suruga entre Numazu-juku et Yoshiwara-juku dans la province de Suruga. Hara-juku a souvent été représenté car on y voit le mont Fuji en arrière-plan.
L'estampe ukiyo-e classique d'Ando Hiroshige (dans l'édition Hoeido, 1831-1834) représente deux voyageuses passant au pied d'un gigantesque mont Fuji enneigé. Les femmes sont accompagnées par un serviteur qui porte leur bagage. De façon bien différente, l'édition Kyoka de la fin des années 1830 met en scène trois petites maisons de thé écrasées par un immense mont Fuji rouge qui sort du haut de l'estampe en mordant sur la marge.